# Mulyasari (Salopa)
Mulyasari is een bestuurslaag in het regentschap Tasikmalaya van de provincie West-Java, Indonesië. Mulyasari telt 6158 inwoners (volkstelling 2010).